# Discografia de Godspeed You! Black Emperor
A discografia de Godspeed You! Black Emperor, um coletivo musical canadense de post-rock de Quebec, consiste em oito álbuns de estúdio, um EP, um split single e duas contribuições para álbuns de compilação de vários artistas.

## Álbuns

### Álbuns de estúdio
| Título                                         | Detalhes do álbum                                                                                  | Melhores posições na parada | Melhores posições na parada | Melhores posições na parada | Melhores posições na parada | Melhores posições na parada | Melhores posições na parada | Melhores posições na parada | Melhores posições na parada | Melhores posições na parada |
| Título                                         | Detalhes do álbum                                                                                  | BEL Fl.                     | BEL Wa.                     | FIN                         | GER                         | NLD                         | SPA                         | SWI                         | UK                          | US                          |
| ---------------------------------------------- | -------------------------------------------------------------------------------------------------- | --------------------------- | --------------------------- | --------------------------- | --------------------------- | --------------------------- | --------------------------- | --------------------------- | --------------------------- | --------------------------- |
| F♯ A♯ ∞                                        | - Lançado: 14 de agosto de 1997 (vinil), 8 de junho de 1998 (CD) - Gravadora: Constellation/Kranky | —                           | —                           | —                           | —                           | —                           | —                           | —                           | —                           | —                           |
| Lift Your Skinny Fists Like Antennas to Heaven | - Lançado: 9 de outubro de 2000 - Gravadora: Constellation/Kranky                                  | —                           | —                           | —                           | —                           | —                           | —                           | —                           | 66                          | —                           |
| Yanqui U.X.O.                                  | - Lançado: 4 de novembro de 2002 - Gravadora: Constellation                                        | —                           | —                           | —                           | —                           | —                           | —                           | —                           | 92                          | —                           |
| 'Allelujah! Don't Bend! Ascend!                | - Lançado: 1 de outubro de 2012 - Gravadora: Constellation                                         | 49                          | 118                         | 47                          | —                           | 95                          | —                           | 94                          | 41                          | 45                          |
| Asunder, Sweet and Other Distress              | - Lançado: 31 de março de 2015 - Gravadora: Constellation                                          | 62                          | 125                         | —                           | —                           | —                           | —                           | —                           | 37                          | 129                         |
| Luciferian Towers                              | - Lançado: 22 de setembro de 2017 - Gravadora: Constellation                                       | 58                          | 131                         | —                           | 100                         | —                           | —                           | —                           | 34                          | —                           |
| G_d's Pee at State's End!                      | - Lançado: 2 de abril de 2021 - Gravadora: Constellation                                           | 28                          | 133                         | —                           | 11                          | 82                          | 75                          | 21                          | 29                          | —                           |
| No Title as of 13 February 2024 28,340 Dead    | - Lançado: 4 de outubro de 2024 - Gravadora: Constellation                                         | 79                          | —                           | —                           | 81                          | —                           | —                           | —                           | 97                          | —                           |

### Demos
| Título                                      | Detalhes do álbum                                                                        |
| ------------------------------------------- | ---------------------------------------------------------------------------------------- |
| All Lights Fucked on the Hairy Amp Drooling | - Lançado em cassete: dezembro de 1994 - Relançado digitalmente: 14 de fevereiro de 2022 |

## EPs
| Título                        | Detalhes do EP                                         |
| ----------------------------- | ------------------------------------------------------ |
| Slow Riot for New Zero Kanada | - Lançado: 8 de março de 1999 - Gravadora: Constelação |

## Singles
| Título                         | Ano  | Rótulo                  | Álbum |
| ------------------------------ | ---- | ----------------------- | --- |
| "Sunshine + Gasoline"          | 1998 | aMAZEzine!              | Lost in the House [fr], split single com Fly Pan Am incluído na revista aMAZEzine!.                              |
| "We Drift Like Worried Fire"   | 2015 | Joyful Noise Recordings | 'Allelujah! Don't Bend! Ascend!, série 50 bandas e um gato pela igualdade em Indiana na Joyful Noise Recordings. |
| "Undoing a Luciferian Towers"  | 2017 | Constellation Records   | Luciferian Towers                                                                                                |
| "Anthem for No State, Pt. III" | 2017 | Constellation Records   | Luciferian Towers                                                                                                |
| "GREY RUBBLE – GREEN SHOOTS"   | 2024 | Constellation Records   | No Title as of 13 February 2024 28,340 Dead                                                                      |

## Álbuns de compilação
| Título                  | Ano  | Faixa(s)                           | Notas |
| ----------------------- | ---- | ---------------------------------- | --- |
| Azadi!                  | 2003 | "George Bush Cut Up While Talking" | Lançada pela Fire Museum Records em Compact Disc. Essa faixa faz parte da faixa "motherfucker=redeemer" parte II na edição em vinil de Yanqui U.X.O.    |
| Song of the Silent Land | 2004 | "Outro"                            | Lançado pela Constellation Records em Compact Disc. Essa faixa é uma apresentação ao vivo em Nantes do final da música do F♯ A ♯∞ "The Dead Flag Blues" |

## Outras canções
Em 22 de novembro de 1998, a banda gravou a música "Hung Over as the Queen in the Maida Vale" para uma sessão de John Peel; ela era composta pelos movimentos "Monheim", "Chart #3" e "Steve Reich". Foi transmitida pela primeira vez em 19 de janeiro de 1999. Mais tarde, em 1999, a banda gravou uma sessão de rádio para a VPRO que incluía "She Dreamt She Was a Bulldozer", "Steve Reich", "World Police and Friendly Fire" e "Moya".